# Eta Aurigae
Eta Aurigae (η Aur / η Aurigae) è una stella bianco-azzurra nella sequenza principale di magnitudine +3,16 situata nella costellazione dell'Auriga. Dista 219 anni luce dal sistema solare.

## Osservazione
Si tratta di una stella situata nell'emisfero celeste boreale. La sua posizione moderatamente boreale fa sì che questa stella sia osservabile specialmente dall'emisfero nord, in cui si mostra alta nel cielo nella fascia temperata; dall'emisfero australe la sua osservazione risulta invece più penalizzata, specialmente al di fuori della sua fascia tropicale. Essendo di magnitudine +3,16, la si può osservare anche dai piccoli centri urbani senza difficoltà, sebbene un cielo non eccessivamente inquinato sia maggiormente indicato per la sua individuazione.
Il periodo migliore per la sua osservazione nel cielo serale ricade nei mesi compresi fra fine ottobre e aprile; nell'emisfero nord è visibile anche per un periodo maggiore, grazie alla declinazione boreale della stella, mentre nell'emisfero sud può essere osservata limitatamente durante i mesi dell'estate australe.

## Caratteristiche fisiche
La stella è una stella bianco-azzurra di tipo spettrale B3, si trova circa a metà del suo cammino nella sequenza principale con età di meno di 50 milioni di anni. La massa è oltre 5 volte quella del Sole, il raggio il triplo e irradia 760 volte più luce del Sole. La sua magnitudine assoluta è di -0,98 e la sua velocità radiale positiva indica che la stella si sta allontanando dal sistema solare.